# Virtuell fönsterhanterare

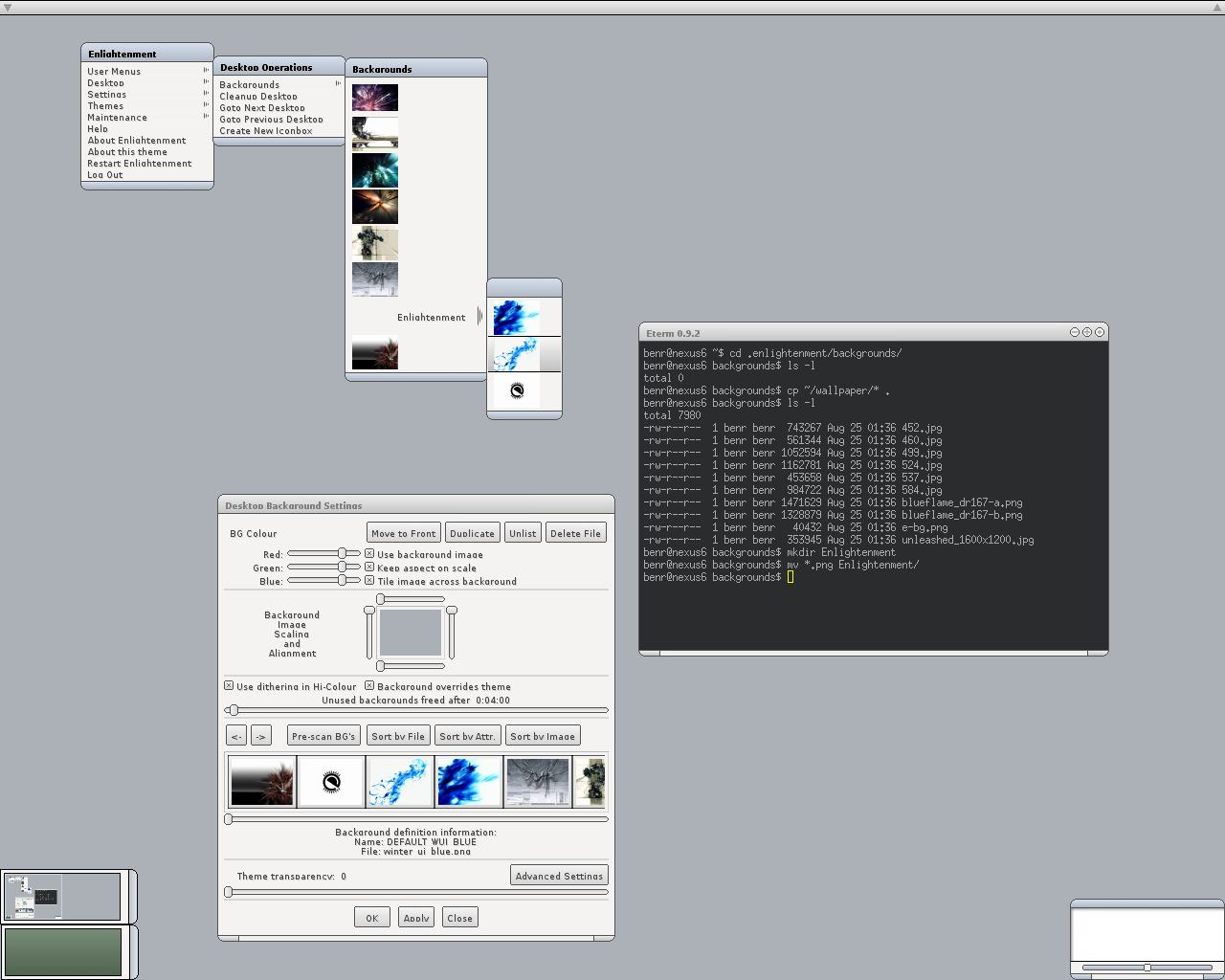
Fönsterhanteraren Enlightenment. Navigering till olika virtuella skärmar via miniatyrskrivborden nere till vänster (endast det ena har öppna fönster).

En virtuell fönsterhanterare är en fönsterhanterare som utnyttjar en eller flera virtuella skärmar (också kallade virtuella skrivbord) med en yta som kan vara större än den fysiska skärmens upplösning. Det förekommer flera sätt att styra vilken del av det virtuella skrivbordet som visas. Vanligt förekommande är kantscrollning samt användning av skrivbordsväxlare eller miniatyrskrivbord.
Virtuell skärmupplösning kan också hanteras direkt av X11, men ger inte samma konfigurationsfrihet som när det integreras i fönsterhanteraren. De båda sätten kan användas samtidigt; nästan alla fönsterhanterare för X erbjuder virtuella skrivbord.
Linux erbjuder också virtualkonsoler, som kan användas på ett liknande sätt som virtuella skärmar. Växlingen mellan dessa sköts av operativkärnan, inte av fönsterhanteraren, och de är mer självständiga, till exempel kan olika personer vara inloggade på dessa och vissa köra i grafiskt läge och andra i textläge.